# Боромир
Бо́ромир (англ. Boromir) — один из главных персонажей романа «Властелин колец» Дж. Р. Р. Толкина. Старший сын и наследник наместника Гондора Дэнетора II и его жены Финдуилас, брат Фарамира.

## Имя
Имя Боромир является «смешанной формой», и состоит из слов boron (синд. стойкий, верный) и mire (кв. драгоценный камень).
Приложение A к «Властелину колец» говорит о том, что Боромир был назван в честь Боромира, сына наместника Гондора Дэнетора I, разбившего в 2475 году Третьей Эпохи армию урук-хай из Мордора. Такое же имя носил один из эдайн Первой Эпохи — правнук Беора и дед Барахира.

## Роль Боромира в событиях Войны Кольца
Боромир возглавлял войска Гондора, в частности, под его командованием у орков Саурона весной 3018 г. Т. Э. был отбит Осгилиат. В ночь после решающей битвы Боромиру и его брату Фарамиру одновременно приснился один и тот же сон, в котором они услышали непонятное пророчество о вновь откованном в Имладрисе Сломанном Мече Элендила и некоем Проклятии Исилдура, которое должен будет взять на себя «полурослик».
Следуя за пророческим сном, который приснился ему и Фарамиру, Боромир поехал на Совет Элронда в Имладрис (Ривенделл), чтобы разгадать значение видения и получить совет. Его путешествие на север заняло 110 дней, а на переправе через Тарбад он потерял коня и поэтому проделал остаток своего пути в Ривенделл пешим. Оттуда 25 декабря 3018 г. Т. Э. он отправился с Братством Кольца на восток.
Ещё находясь в Ривенделле, Боромир на совете у Элронда горячо настаивал на том, что Кольцо следует употребить против Саурона, а не уничтожать его, отправив в самое сердце владений Саурона с сомнительными шансами на успех. После того как Братство покинуло Лориэн, Боромир, поддавшись искушающей силе Кольца, попытался отобрать его у Фродо и тем самым побудил его оставить отряд и в одиночку пробираться в Мордор.
Осознав свою вину после временного помешательства, Боромир неожиданно оказался на острие атаки отряда урук-хай Сарумана и 26 февраля 3019 года Т. Э. героически погиб от стрел, защищая хоббитов Мерри и Перегрина, в лесу у подножия Амон Хен.
Перед смертью Боромир признался Арагорну в содеянном и раскаялся. Был похоронен Арагорном, Леголасом и Гимли в лодке, пущенной по течению Андуина, со всеми воинскими почестями. Впоследствии его тело в полузатопленной лодке, плывущей к Морю в ореоле волшебного сияния, увидел его брат Фарамир. Отчасти это помогло Фродо объяснить, как он и Сэм оказались на запретной территории Итилиэна.

### Характеристика
Толкин описывает внешность Боромира как свидетельство его нуменорского происхождения: высокий (193 см), темноволосый и сероглазый.
Характер Боромира показан в Приложении A к «Властелину колец»:
«Он был подобен отцу лицом и гордым нравом — но на этом сходство и кончалось. Скорее он напоминал короля Эарнура: как и Эарнур, Боромир не искал себе жены и находил сугубую утеху в войне. Он был силен и бесстрашен; его мало заботили предания седой старины, кроме разве что сказаний о битвах».

## Литературная критика
Рецензентам, которые критиковали «самую обыкновенную борьбу между Добром и Злом» во «Властелине колец», Толкин отвечал, что они «Боромира по меньшей мере проглядели». Тем не менее, по мнению Марджори Бёрнс, хотя Боромир и является «самой очевидной попыткой Толкина создать нравственно проблемную личность», она не представляет большой сложности, потому что «слишком легко почувствовать …, что Боромиру предназначено падение». Для других, напротив, Боромир является одним из персонажей, которые делают Средиземье «полным парадоксов и неоднозначностей».
По мнению Нэнси Энрайт, Боромир представляет традиционный стереотип о мужской силе, и падением этого персонажа Толкин показывает духовную слабость этой силы, когда менее героические, на первый взгляд, персонажи оказываются более устойчивыми.
Ральф Вуд сопоставляет персонажей Боромира и Сарумана: «Оба воспринимают себя в качестве лидеров и героев», но поддаются собственному честолюбию. Однако, в отличие от Сарумана, Боромиру Кольцо нужно для борьбы против Саурона, Саруман же рассматривает возможность сотрудничества с ним. Мужества Боромира недостаточно, чтобы сохраниться от зла, потому что оно не сочетается с мудростью. Его высокомерная вера в то, что он сможет бороться с Сауроном с помощью Кольца, является главной причиной его падения.
Майкл Дроут предлагает католическое прочтение последних минут жизни Боромира: после того, как он поддался греху, попытавшись отобрать Кольцо у Фродо, Боромир осознал свою ошибку и раскаялся. Его покаяние состоит в попытке защитить Мерри и Пиппина и в последовавшем страдании от стрел орков. Исповедь Арагорну перед смертью завершает процесс покаяния, после чего Боромир, скорее всего, был прощён: он выглядит умиротворённым, когда Фарамир видит его, покоящегося в похоронной лодке. Для Ральфа Вуда смерть Боромира является "самой горестной сценой прощения во «Властелине колец».
Кристина Брук-Роуз определяет Боромира как персонажа, который выполняет главным образом структурную роль в романе — он способствует распаду Братства Кольца, что позволяет Фродо и Сэму продолжить поход самостоятельно. Боромир — любимый персонаж Джорджа Мартина, поскольку он практически единственный, кто борется с силой Кольца, поддаётся и героически умирает.

## Образ Боромира в адаптациях

Шон Бин в роли Боромира

- В анимационном фильме Ральфа Бакши Боромира озвучивает Майкл Грэм Кокс. В первой части он изображён одетым в варварские одежды и рогатый шлем, что не совпадает с классическим описанием у Толкина.
- В кинотрилогии Питера Джексона роль Боромира исполнил Шон Бин. В отличие от текста книги Толкина, смерть Боромира показана в финале первой части фильма — «Братство Кольца» (у Толкина она описывается в самом начале второй книги — «Две крепости»). Также изменения затронули его внешность: Боромир стал рыжим вместо темноволосого. Перед смертью он признаётся Арагорну, что потерял веру в свой народ, на что Элессар пообещал, что не даст Гондору пасть, и за это Боромир дал присягу верности, признав Арагорна своим вождём и королём. В знак верности своему обещанию, Арагорн на протяжении всего путешествия носит наручи Боромира. В фильме «Две крепости» Боромир появляется уже только в воспоминаниях: первый эпизод — когда Фарамир вспоминает тело Боромира в эльфийской лодке, на берегу, с расколотым рогом; второй, значительно более длинный эпизод, является единственным местом, где в трилогии Боромир и Фарамир разговаривают друг с другом и происходит это после Первой битвы за Осгилиат, когда впервые за долгие годы первая столица Гондора оказалась полностью в руках людей. Боромир праздновал победу со своим братом, когда прибыл их отец, Дэнетор, поздравляющий Боромира с триумфом, но срамящий Фарамира за то, что он и его Следопыты не смогли отстоять правобережье Андуина. После он отводит сына в сторону и говорит отправиться в Ривенделл, чтобы забрать у эльфов Кольцо Всевластия и принести его в Минас-Тирит, считая что его силу можно использовать против Саурона. Боромир сначала отказывается, говоря что его долг перед своими солдатами и поддерживает, если Фарамир отправится вместо него, но Дэнетор остался непреклонен и открыто заявляет, что не верит, что у его младшего сына достаточно воли и мужества, чтобы противостоять магии Кольца. В фильме «Возвращение короля» Боромир появляется два раза: как воспоминание Пиппина о его смерти в Амон Хен от рук урук-хаев Сарумана, и как видение сходящего с ума Дэнетора, считающего неправдой рассказ Фарамира со слов Сэма Гэмджи о том, что Боромир предал Братство и поддался пагубному влиянию Кольца раньше остальных сопартийцев, от чего и погиб.
- В советском телеспектакле 1991 года «Хранители» роль Боромира исполнил актёр Евгений Соляков.